# Zweidorf
 (juillet 2025).
Zweidorf est un quartier de la commune allemande de Wendeburg, dans l'arrondissement de Peine, Land de Basse-Saxe.

## Histoire
La première mention écrite est dans un document non daté publié entre 1132 et 1141. En conséquence, une célébration du 850e anniversaire a lieu en 1991. Un mémorial d'anniversaire est inauguré le 24 août 1991. Depuis lors, une commémoration est célébrée chaque année le 24 août.
Le 1er juillet 1968, les communes de Wendeburg, Wendezelle et Zweidorf fusionnent volontairement pour former une nouvelle commune de Wendeburg.

## Source, notes et références
- (de) Cet article est partiellement ou en totalité issu de l’article de Wikipédia en allemand intitulé « Zweidorf » (voir la liste des auteurs).

1. ↑  (de) Statistisches Bundesamt, Historisches Gemeindeverzeichnis für die Bundesrepublik Deutschland. Namens-, Grenz- und Schlüsselnummernänderungen bei Gemeinden, Kreisen und Regierungsbezirken vom 27.5.1970 bis 31.12.1982, 1983 (ISBN 3-17-003263-1)